# Hampton Railway
Die Hampton Railway (AAR-reporting mark: HLSC) ist eine amerikanische Class-3-Eisenbahngesellschaft in Oregon.

## Geschichte
Die Hampton Railway wurde 1995 durch die Hampton Lumber Sales Company, einer Tochter des Forstwirtschaftsunternehmens Hampton Affiliates gegründet. Sie übernahm von der Willamina and Grand Ronde Railway den 8,3 Kilometer lange Abschnitt der Bahnstrecke Willamina–Grand Ronde von Willamina nach Fort Hill. Der Betrieb der Strecke erfolgt durch die Genesee-and-Wyoming-Tochter Willamette and Pacific Railroad. In Fort Hill befand sich ein Sägewerk des Unternehmens. Dies war der wichtigste Kunde auf der Strecke. Da das Sägewerk 2004 stillgelegt wurde, wird derzeit nur ein Bedarfsgüterverkehr gewährleistet.
Wichtigstes Transportgut waren Forstprodukte. Das Aufkommen betrug weniger als 500 Wagen im Jahr. In Willamina besteht ein Übergang zur Willamette and Pacific Railroad.